# Françoise Salmon
Françoise Salmon (* 3. November 1917 in Paris; † 10. Oktober 2014 in Vaux-sur-Lunain) war eine französische Bildhauerin, Medailleurin und Résistancekämpferin.

## Leben
Françoise Salmon erhielt ihre Ausbildung an der École nationale supérieure des beaux-arts de Paris. Sie wurde 1942 verhaftet und am 20. Juli 1943 mit ihrer Mutter und ihrer Schwester in das KZ Auschwitz deportiert. Danach kam sie in das KZ Auschwitz-Birkenau, das KZ-Außenlager Rajsko und das KZ Ravensbrück. Dort wurde sie befreit.

## Denkmal für die in Auschwitz ermordeten Französinnen und Franzosen
Im Auftrag der Amicale d’Auschwitz erstellte Françoise Salmon 1949 eine Figur aus schwarzem Lavagestein mit überdimensioniertem Kopf auf ausgemergeltem Körper, der mit einer Stele aus Lavagestein verschmolzen ist. Es ist ein Denkmal für die in Auschwitz ermordeten Französinnen und Franzosen und steht auf dem Pariser Friedhof Père-Lachaise. Das Lavagestein dunkelt nach und symbolisiert durch seine Beschaffenheit die Verbrennung in den Krematorien.

## Plastik „Der gestürzte Häftling“

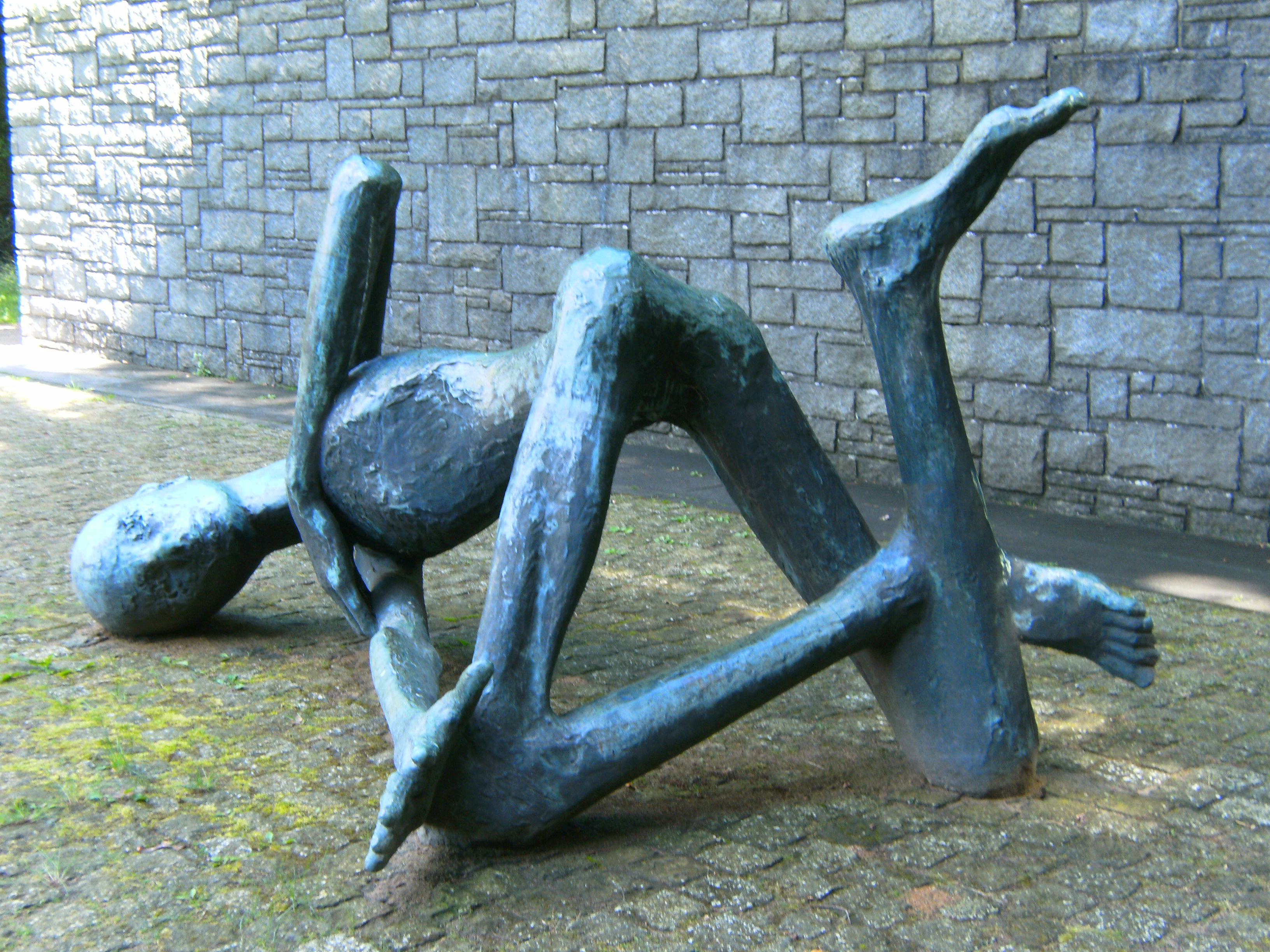
Hamburg, KZ-Gedenkstätte Neuengamme: Mahnmal vor dem internationalen Denkmal „Der gestürzte Häftling“ (auch „Le Déporté“ oder „Der sterbende Häftling“) von Françoise Salmon

Die Plastik „Der gestürzte Häftling“ (auch „Le Déporté“ oder „Der sterbende Häftling“) in Bronze von 1964 wurde durch die Amicale Internationale KZ Neuengamme der Stadt Hamburg geschenkt und 1965 vor dem internationalen Denkmal in der KZ-Gedenkstätte Neuengamme aufgestellt. Das Denkmal zeigt einen ausgemergelten, am Boden liegenden Häftling mit verrenkten Gliedmaßen und dazu im Verhältnis übergroßem Kopf in der Phase zwischen Leben und Tod. Die Gliedmaßen sind zu Dreiecken gewinkelt und symbolisieren die Winkel zur Kennzeichnung der Häftlinge in den Konzentrationslagern.

## Werke
Die Werke von Françoise Salmon werden auf Auktionen gehandelt.
Medaillen
Ihre Medaillen porträtieren zahlreiche Persönlichkeiten und sind signiert mit « F. Salmon ».
- Paul Signac, 1968.
- Louis Aragon, 1970.
- Elsa Triolet, 1970.
- Félix Vallotton, 1971.
- Albert André (Maler) (1869–1954), 1972.
- René Char, 1972.
- Pablo Neruda, 1973.
- Jean Picart Le Doux, 1974.
- Georges Pillement (1898–1984), 1974.
- Jacqueline Auriol, 1986.

Skulpturen
- Denkmal zur Erinnerung an die deportierten Opfer des KZ Auschwitz, 1949, Paris, Friedhof Père-Lachaise.
- Denkmal an die Deportation („Der sterbende Häftling“), 1965, Hamburg, in der KZ-Gedenkstätte Neuengamme in Hamburg-Neuengamme.